# Prinsbisdom Toul
Het prinsbisdom Toul was een tot de Boven-Rijnse Kreits behorend bisdom binnen het Heilige Roomse Rijk.
Mogelijk bestond het bisdom Toul al in de vierde eeuw. In de Frankische tijd werd het bij de kerkprovincie Trier gevoegd. In 1261 kocht de bisschop het graafschap Toul. Nadat de voogdij in 1286 aan het hertogdom Lotharingen was gekomen, verloor de bisschop veel van zijn wereldlijke macht. De stad Toul ontwikkelde zich tot vrije rijksstad en de bisschop verlegde zijn zetel naar Liverdun. Het domkapittel had weinig invloed, want tot het einde der middeleeuwen benoemde de paus de bisschop rechtstreeks.
In 1552 droegen de protestantse rijksvorsten onder leiding van Maurits van Saksen in het verdrag van Chambord het rijksvicariaat over de rijkssteden Metz, Toul en Verdun wederrechtelijk over aan de koning van Frankrijk, Hendrik II van Frankrijk. Frankrijk bezette daarop de drie steden en maakte vervolgens van de Trois-Évêchés (Drie Bisdommen) een protectoraat. In paragraaf 70 van de Vrede van Münster van 1648 stond de keizer de drie bisdommen en de drie rijkssteden definitief aan Frankrijk af.

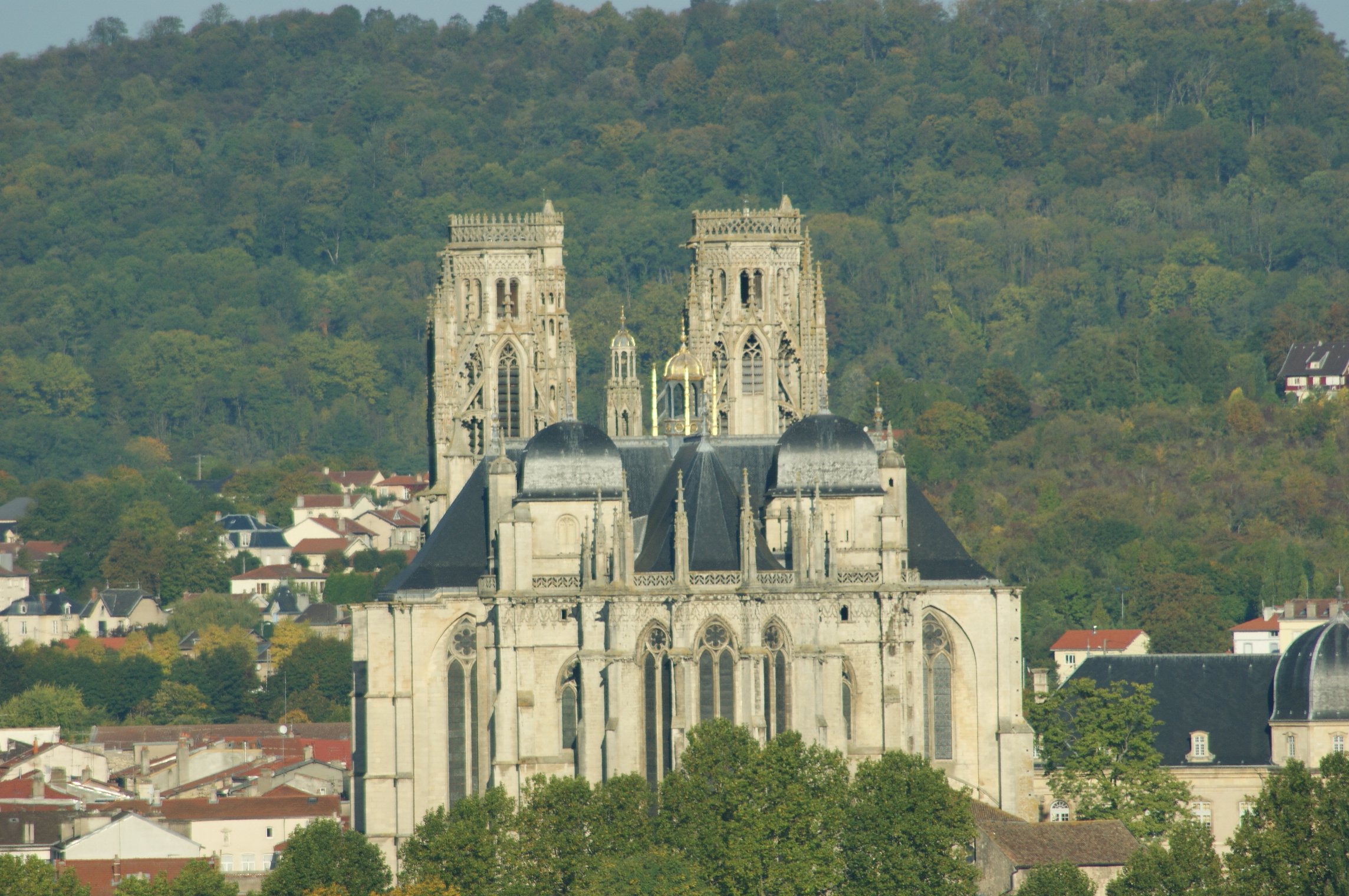
Kathedraal van Toul, zetel van de prins-bisschop

## Gebied
Het gebied bestond uit zes voogdijen, waaronder:
- Liverdun (aan de Moezel)
- Vichery

## Regenten
Zieː lijst van bisschoppen van Toul